# Boursinidia havrylenkoi
Boursinidia havrylenkoi är en fjärilsart som beskrevs av Köhler 1953. Boursinidia havrylenkoi ingår i släktet Boursinidia och familjen nattflyn. Inga underarter finns listade i Catalogue of Life.